# Toxicoscordion exaltatum
Toxicoscordion exaltatum es una especie norteamericana de planta fanerógama en el género Toxicoscordion, con la reputación de ser mortal venenosa.

## Distribución y hábitat
Es originaria de California, Oregón y Nevada, en donde se puede encontrar en las estribaciones de Sierra Nevada.

## Taxonomía
Toxicoscordion exaltatum fue descrita por (Eastw.) A.Heller y publicado en Muhlenbergia; a journal of botany 6(7): 83. 1910.
Sinonimia
- Zigadenus exaltatus Eastw.
- Zygadenus exaltatus Eastw., alternate spelling[1]